# Ерниязов, Муса Тажетдинович
Муса Тажетдинович Ерниязов (20 декабря 1947 года Кегейлийский район, Кара-Калпакская АССР, Узбекская ССР, СССР — 31 июля 2020 года, Нукус, Республика Каракалпакстан, Республика Узбекистан) — советский, затем узбекистанский государственный и политический деятель, председатель Жокаргы Кенеса (Парламента) Республики Каракалпакстан. Член Сената, заместитель Председателя Сената Олий Мажлиса Республики Узбекистан. Депутат Жокаргы Кенеса Республики Каракалпакстан. Заслуженный строитель Республики Узбекистан (2011). Герой Узбекистана (2019).

## Образование
- окончил в 1971 году Ташкентский институт ирригации и мелиорации, по специальности инженер-электрик.
- окончил в 1986 году Ташкентскую высшую партийную школу.

## Биография
- с 1971 по 1975 — после окончания института работает инженером, а затем и начальником автоматизированной системы передвижной механизированной колонны № 25.
- с 1975 по 1983 — референт, начальник управления капитального строительства, управляющий делами Совета Министров Республики Каракалпакстан.
- с 1983 по 1989 — министр жилищно-коммунального хозяйства Каракалпакской АССР.
- с 1989 по 1990 — постоянный представитель Совета Министров Республики Каракалпакстан при Кабинете Министров Узбекской ССР.
- с 1990 по 1996 — управляющий Каракалпакской государственной региональной базой.
- с 1996 по 1998 — начальник объединения «Оролбўйи» Совета Министров Республики Каракалпакстан.
- с 1998 по 2000 — заместитель Председателя Совета Министров Республики Каракалпакстан.
- с 2000 по 2001 — хаким Чимбайского района Республики Каракалпакстан, затем до мая 2002 заместитель председателя Совета министров Республики Каракалпакстан.
- в мае 2002 избран председателем Жокаргы Кенгеса Республики Каракалпакстан, одновременно с 29 августа 2002 заместитель председателя Олий Мажлиса Республики Узбекистан.

Трижды (в 2005, 2010, 2015 годах) избирался на пост заместителя председателя Сената Олий Мажлиса Республики Узбекистан.

## Смерть
24 июня 2020 года у него подтверждена коронавирусная инфекция и он был госпитализирован в Нукусский филиал Республиканского специализированного хирургического научно-практического медицинского центра имени академика Вахидова. Ему диагностировали тяжелое течение инфекции COVID-19, двустороннюю пневмонию. Болезнь сопровождалась такими осложнениями, как острый респираторный дистресс-синдром, острое дыхание и сердечно-сосудистая недостаточность, полиорганная, острая печеночная и почечная недостаточность, отёк головного мозга, инсульт. Он также страдал от сопутствующих заболеваний, таких как сахарный диабет, гипертония, артериальная гипертензия.
18 июля 2020 года в пресс-службе Министерства здравоохранения сообщили, что Ерниязов заразился коронавирусной инфекцией и состояние его здоровья стабильное и он лечится в Нукусе.
Позже стало известно, что его подключили к аппарату ИВЛ, а состояние его здоровья — критическое.
31 июля 2020 года скончался от осложнений, вызванных коронавирусной инфекцией COVID-19.
1 августа президент Узбекистана Шавкат Мирзияев посетил могилу Мусы Ерниязова и здесь в честь покойного были прочитаны суры из Корана.
|                 |  |  | Муса-ога любил народ, был добросовестным и честным человеком. Я очень доверял ему, и душа была спокойна за Каракалпакстан. Он дорожил дружбой узбекского и каракалпакского народов, связанных языком, религией, общей судьбой и заботами. Мы начали большую работу по развитию Каракалпакстана, повышению благосостояния людей. И обязательно продолжим это дело, наши планы вместе с соратниками покойного |
| Шавкат Мирзияев |  |  | |

## Семья
- Жена — Амангуль Жаббарбергеновна[8];
- Дети — дочь Айсулу, Сарбиназ Ерниязова, сыновья Бахадыр Ерниязов, Рахат Жаббабергенов[9].
- Сестра — Ерниязова Венера Тажетдиновна (заместитель управление по Республике Каракалпакстан Бюро принудительное управление при Генпрокуратуре Республики Узбекистан).

## Награды
- 1980 — «Заслуженный строитель Республики Каракалпакстан»
- 1983 — Почетная грамота Жокаргы Кенеса Республики Каракалпакстан
- 2006 — орден «Мехнат шухрати»[10]
- 2007 — орден «Фидокорона хизматлари учун»
- 2011 — «Заслуженный строитель Республики Узбекистан»
- 2019 — Герой Узбекистана[11]